# 拉特朗帕多瓦圣安多尼圣殿
拉特朗帕多瓦圣安多尼圣殿（義大利語：Sant'Antonio da Padova all'Esquilino）是意大利罗马的一个天主教领衔堂区，位于Via Merulana，距离拉特朗圣若望方尖碑一个街区。该堂属于方济各会，是为了修建维托里亚诺而从天坛圣母堂搬迁至此。
该堂于1887年12月4日祝圣，1931年升格为宗座圣殿。
1960年3月12日，教宗若望二十三世授予该堂领衔堂区称号，成为枢机主教驻地。现任堂區領銜司鐸为克勞迪奧·胡默斯樞機（2001年2月21日至今）。

## 建筑
两个楼梯通往教堂的龙门架，那里矗立着怀抱基督婴孩的帕多瓦的聖安多尼雕像。该堂内部有三个中殿，由两列粉红色大理石柱子分隔。后殿的壁画描绘方济各会人物，两侧祭台的圣像包括圣方济各、圣嘉乐、日本致命圣人和圣母无玷始胎等。